# 扃

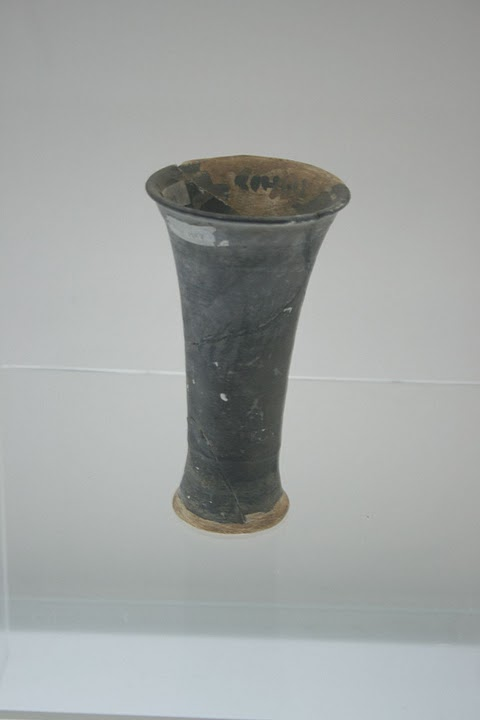
扃

扃（けい）は、夏朝の第12代帝。帝洩の子で、帝廑の父。兄は帝不降。
西河に都した。即位後、天に妖しい光が10日間出たという。